# Toxorhina romblonensis
Toxorhina romblonensis är en tvåvingeart som beskrevs av Alexander 1929. Toxorhina romblonensis ingår i släktet Toxorhina och familjen småharkrankar. Inga underarter finns listade i Catalogue of Life.